# پنی‌ورث (مجموعه تلویزیونی)
پنی‌ورث (انگلیسی: Pennyworth) مجموعه تلویزیونی منتشر شده توسط دی‌سی کامیکس می‌باشد که توسط باب کین و بیل فینگر ساخته شده‌است. این مجموعه در مورد سرگذشت آلفرد پنی‌ورث دستیار بتمن می‌باشد که به دوران جوانی و بزرگسالی وی می‌پردازد.